# Motorrad-Weltmeisterschaft 1975
Die Motorrad-WM-Saison 1975 war die 27. in der Geschichte der FIM-Motorrad-Straßenweltmeisterschaft.
In den Klassen bis 500 cm³, bis 350 cm³ und bis 125 cm³ wurden zehn, in der Klasse bis 250 cm³ elf, in der Klasse bis 50 cm³ acht und bei den Gespannen acht Rennen ausgetragen.

## Punkteverteilung
| Punktewertung | Punktewertung | Punktewertung | Punktewertung | Punktewertung | Punktewertung | Punktewertung | Punktewertung | Punktewertung | Punktewertung | Punktewertung |
| ------------- | ------------- | ------------- | ------------- | ------------- | ------------- | ------------- | ------------- | ------------- | ------------- | ------------- |
| Platz         | 1             | 2             | 3             | 4             | 5             | 6             | 7             | 8             | 9             | 10            |
| Punkte        | 15            | 12            | 10            | 8             | 6             | 5             | 4             | 3             | 2             | 1             |

- Die Zahl gewerteter Läufe wurde bei gerader Anzahl an ausgetragenen Rennen berechnet, indem man diese Anzahl halbierte und dann mit eins addierte. Beispielsweise gingen bei sechs Rennen also vier in die WM-Wertung ein.
- Wurde eine ungerade Zahl Rennen ausgetragen, wurde die Zahl der Läufe mit eins addiert und dann halbiert. Beispielsweise gingen bei sieben Rennen somit vier in die Wertung ein.

## 500-cm³-Klasse

### Rennergebnisse
|    | Datum      | Rennen                  | Strecke           | Platz 1          | Platz 2          | Platz 3          | Pole-Position     | Schn. Rennrunde  |
| -- | ---------- | ----------------------- | ----------------- | ---------------- | ---------------- | ---------------- | ----------------- | ---------------- |
| 1  | 30.03.     | GP von Frankreich       | Le Castellet      | Giacomo Agostini | Hideo Kanaya     | Phil Read        | Teuvo Länsivuori  | Hideo Kanaya     |
| 2  | 04.05.     | GP von Österreich       | Salzburgring      | Hideo Kanaya     | Teuvo Länsivuori | Phil Read        | Giacomo Agostini  | Giacomo Agostini |
| 3  | 11.05.     | 39. GP von Deutschland  | Hockenheim        | Giacomo Agostini | Phil Read        | Teuvo Länsivuori | Teuvo Länsivuori  | Giacomo Agostini |
| 4  | 18.05.     | 53. GP der Nationen     | Imola             | Giacomo Agostini | Phil Read        | Hideo Kanaya     | Giacomo Agostini  | Giacomo Agostini |
| 5  | 01.–07.06. | 57. Isle of Man TT      | Mountain Course   | Mick Grant       | John Williams    | Chas Mortimer    | Tony Rutter       | Mick Grant       |
| 6  | 28.06.     | 45. Dutch TT            | Assen             | Barry Sheene     | Giacomo Agostini | Phil Read        | Barry Sheene      | Barry Sheene     |
| 7  | 06.07.     | 48. GP von Belgien      | Spa-Francorchamps | Phil Read        | John Newbold     | Jack Findlay     | Barry Sheene      | Barry Sheene     |
| 8  | 20.07.     | GP von Schweden         | Anderstorp        | Barry Sheene     | Phil Read        | John Williams    | Barry Sheene      | Barry Sheene     |
| 9  | 27.07.     | GP von Finnland         | Imatra            | Giacomo Agostini | Teuvo Länsivuori | Jack Findlay     | Gianfranco Bonera | Giacomo Agostini |
| 10 | 24.08.     | GP der Tschechoslowakei | Masaryk-Ring      | Phil Read        | Giacomo Agostini | Alex George      | Teuvo Länsivuori  | Teuvo Länsivuori |

### Fahrerwertung
| 1  | Giacomo Agostini   | Yamaha         | 84      |
| 2  | Phil Read          | MV Agusta      | 76 (96) |
| 3  | Hideo Kanaya       | Yamaha         | 45      |
| 4  | Teuvo Länsivuori   | Suzuki         | 40      |
| 5  | John Williams      | Yamaha         | 32      |
| 6  | Barry Sheene       | Suzuki         | 30      |
| 7  | Alex George        | Yamaha         | 30      |
| 8  | John Newbold       | Suzuki         | 24      |
| 9  | Armando Toracca    | MV Agusta      | 24      |
| 10 | Jack Findlay       | Yamaha         | 23      |
| 11 | Chas Mortimer      | Yamaha         | 23      |
| 12 | Karl Auer          | Yamaha         | 17      |
| 13 | Dieter Braun       | Yamaha         | 16      |
| 14 | Mick Grant         | Kawasaki       | 15      |
| 15 | Gianfranco Bonera  | MV Agusta      | 13      |
| 16 | Stan Woods         | Suzuki         | 12      |
| 17 | Horst Lahfeld      | König          | 11      |
| 18 | Christian Léon     | König / Yamaha | 9       |
| 19 | Billie Guthrie     | Yamaha         | 8       |
| 20 | Patrick Pons       | Yamaha         | 6       |
|    | Steve Tonkin       | Yamaha         | 6       |
|    | Steve Ellis        | Yamaha         | 6       |
|    | Olivier Chevallier | Yamaha         | 6       |
| 24 | Thierry Tchernine  | Yamaha         | 6       |
| 25 | Peter McKinley (†) | Yamaha         | 5       |
|    | Geoff Barry        | Yamaha         | 5       |
|    | Pentti Korhonen    | Yamaha         | 5       |

| 28 | Michel Rougerie       | Harley-Davidson | 4 |
|    | Charlie Williams      | Yamaha          | 4 |
|    | Alan North            | Harley-Davidson | 4 |
|    | Gérard Choukroun      | Yamaha          | 4 |
|    | Thierry van der Veken | Yamaha          | 4 |
|    | Marcel Ankoné         | Suzuki          | 4 |
| 34 | Tom Herron            | Yamaha          | 3 |
|    | Tony Rutter           | Yamaha          | 3 |
|    | Hans Stadelmann       | Yamaha          | 3 |
|    | Francis Hollebecq     | Yamaha          | 3 |
|    | Edmar Ferreira        | Yamaha          | 3 |
|    | Johnny Bengtsson      | Yamaha          | 3 |
|    | Hans Braumandl        | Yamaha          | 3 |
| 41 | Eduardo Celso-Santos  | Yamaha          | 2 |
|    | Bernard Fau           | Yamaha          | 2 |
|    | Helmut Kassner        | Yamaha          | 2 |
|    | Björn Hasli           | Yamaha          | 2 |
|    | Børge Nielsen         | Yamaha          | 2 |
| 46 | Kjell Solberg         | Yamaha          | 1 |
|    | Ruedi Keller          | Yamaha          | 1 |
|    | Les Kenny             | Yamaha          | 1 |
|    | Piet van der Wal      | Yamaha          | 1 |
|    | Jean-François Baldé   | Yamaha          | 1 |
|    | Pekka Nurmi           | Yamaha          | 1 |
|    | Seppo Kangasniemi     | Yamaha          | 1 |
|    | Anssi Resko           | Yamaha          | 1 |

(Punkte in Klammern inklusive Streichresultate)

### Konstrukteurswertung
Der Konstrukteurstitel wurde Yamaha zuerkannt.

## 350-cm³-Klasse

### Rennergebnisse
|    | Datum      | Rennen                  | Strecke         | Platz 1           | Platz 2            | Platz 3              | Pole-Position     | Schn. Rennrunde  |
| -- | ---------- | ----------------------- | --------------- | ----------------- | ------------------ | -------------------- | ----------------- | ---------------- |
| 1  | 30.03.     | GP von Frankreich       | Le Castellet    | Johnny Cecotto    | Giacomo Agostini   | Gérard Choukroun     | Johnny Cecotto    | Johnny Cecotto   |
| 2  | 20.04.     | GP von Spanien          | Jarama          | Giacomo Agostini  | Johnny Cecotto     | Hideo Kanaya         | Víctor Palomo     | Johnny Cecotto   |
| 3  | 04.05.     | GP von Österreich       | Salzburgring    | Hideo Kanaya      | Jon Ekerold        | Eduardo Celso-Santos | Hideo Kanaya      | Hideo Kanaya     |
| 4  | 11.05.     | 39. GP von Deutschland  | Hockenheim      | Johnny Cecotto    | Dieter Braun       | Pentti Korhonen      | Giacomo Agostini  | Johnny Cecotto   |
| 5  | 18.05.     | 53. GP der Nationen     | Imola           | Johnny Cecotto    | Giacomo Agostini   | Patrick Pons         | Hideo Kanaya      | Giacomo Agostini |
| 6  | 01.–07.06. | 57. Isle of Man TT      | Mountain Course | Charlie Williams  | Chas Mortimer      | Tom Herron           | Tony Rutter       | Alex George      |
| 7  | 28.06.     | 45. Dutch TT            | Assen           | Dieter Braun      | Pentti Korhonen    | Alex George          | Walter Villa      | Johnny Cecotto   |
| 8  | 27.07.     | GP von Finnland         | Imatra          | Johnny Cecotto    | Giacomo Agostini   | Patrick Pons         | Johnny Cecotto    | Patrick Pons     |
| 9  | 24.08.     | GP der Tschechoslowakei | Masaryk-Ring    | Otello Buscherini | Olivier Chevallier | Víctor Palomo        | Johnny Cecotto    | Víctor Palomo    |
| 10 | 21.09.     | GP von Jugoslawien      | Opatija         | Pentti Korhonen   | Otello Buscherini  | Chas Mortimer        | Otello Buscherini | Pentti Korhonen  |

### Fahrerwertung
| 1  | Johnny Cecotto         | Yamaha / Bimota-Yamaha | 78      |
| 2  | Giacomo Agostini       | Yamaha                 | 59      |
| 3  | Pentti Korhonen        | Yamaha                 | 48 (49) |
| 4  | Dieter Braun           | Yamaha                 | 47      |
| 5  | Patrick Pons           | Yamaha                 | 32      |
| 6  | Chas Mortimer          | Maxton-Yamaha          | 31      |
| 7  | Gérard Choukroun       | Yamaha                 | 28      |
| 8  | Otello Buscherini      | Bimota-Yamaha          | 27      |
| 9  | Tom Herron             | Yamaha                 | 26      |
| 10 | Hideo Kanaya           | Yamaha                 | 25      |
| 11 | Víctor Palomo          | SMAC-Yamaha            | 22      |
| 12 | Alex George            | Yamaha                 | 20      |
| 13 | Philippe Coulon        | Yamaha                 | 16      |
| 14 | Charlie Williams       | Maxton-Yamaha          | 15      |
| 15 | Hans Stadelmann        | Yamaha                 | 14      |
| 16 | Jon Ekerold            | Yamaha                 | 13      |
| 17 | Olivier Chevallier     | Yamaha                 | 12      |
| 18 | Eduardo Celso-Santos   | Yamaha                 | 12      |
| 19 | Karl Auer              | Yamaha                 | 12      |
| 20 | Jean-Louis Guignabodet | Yamaha                 | 8       |
|    | Steve Tonkin           | Yamaha                 | 8       |
|    | Bruno Kneubühler       | Yamaha                 | 8       |
|    | Christian Huguet       | Yamaha                 | 6       |
|    | Derek Chatterton       | Chatt-Yamaha           | 6       |
|    | Franz Kunz             | Yamaha                 | 6       |
| 26 | Jean-François Baldé    | Yamaha                 | 5       |

|    | Toni Mang           | SMZ             | 5 |
|    | Giovanni Proni      | Yamaha          | 5 |
|    | Billie Guthrie      | Yamaha          | 5 |
|    | Wil Hartog          | Yamaha          | 5 |
|    | Bill Henderson      | Yamaha          | 5 |
| 32 | Marco Lucchinelli   | Yamaha          | 4 |
|    | Gerry Mateer        | Yamaha          | 4 |
|    | Mario Lega          | Yamaha          | 4 |
| 35 | Max Wiener          | Yamaha          | 4 |
| 36 | Philippe Bouzanne   | Yamaha          | 3 |
|    | Walter Villa        | Harley-Davidson | 3 |
|    | Geoff Barry         | Seeley-Yamaha   | 3 |
|    | Tony Rutter         | SMAC-Yamaha     | 3 |
|    | Boet van Dulmen     | Yamaha          | 3 |
|    | Tapio Virtanen      | Yamaha          | 3 |
| 42 | Peter McKinley († ) | Yamaha          | 3 |
| 43 | Les Kenny           | Yamaha          | 2 |
|    | Guido Mandracci     | Yamaha          | 2 |
|    | Noel Clegg          | Yamaha          | 2 |
|    | János Reisz         | Yamaha          | 2 |
| 47 | Kjell Solberg       | Yamaha          | 1 |
|    | John Williams       | Yamaha          | 1 |
|    | Martin Sharpe       | Yamaha          | 1 |
|    | John Dodds          | Yamaha          | 1 |
|    | Peter Baláž         | Yamaha          | 1 |

(Punkte in Klammern inklusive Streichresultate)

### Konstrukteurswertung
Der Konstrukteurstitel wurde Yamaha und Bimota-Yamaha zuerkannt.

## 250-cm³-Klasse

### Rennergebnisse
|    | Datum      | Rennen                  | Strecke           | Platz 1         | Platz 2           | Platz 3           | Pole-Position     | Schn. Rennrunde   |
| -- | ---------- | ----------------------- | ----------------- | --------------- | ----------------- | ----------------- | ----------------- | ----------------- |
| 1  | 30.03.     | GP von Frankreich       | Le Castellet      | Johnny Cecotto  | Ikujiro Takaï     | Michel Rougerie   | Ikujiro Takaï     | Johnny Cecotto    |
| 2  | 20.04.     | GP von Spanien          | Jarama            | Walter Villa    | Patrick Pons      | Benjamín Grau     | Walter Villa      | Walter Villa      |
| 3  | 11.05.     | 39. GP von Deutschland  | Hockenheim        | Walter Villa    | Michel Rougerie   | Víctor Palomo     | Walter Villa      | Walter Villa      |
| 4  | 18.05.     | 53. GP der Nationen     | Imola             | Walter Villa    | Johnny Cecotto    | Michel Rougerie   | Walter Villa      | Walter Villa      |
| 5  | 01.–07.06. | 57. Isle of Man TT      | Mountain Course   | Chas Mortimer   | Derek Chatterton  | John Williams     | Chas Mortimer     | Derek Chatterton  |
| 6  | 28.06.     | 45. Dutch TT            | Assen             | Walter Villa    | Michel Rougerie   | Dieter Braun      | Walter Villa      | Walter Villa      |
| 7  | 06.07.     | 48. GP von Belgien      | Spa-Francorchamps | Johnny Cecotto  | Michel Rougerie   | Walter Villa      | Walter Villa      | Johnny Cecotto    |
| 8  | 20.07.     | GP von Schweden         | Anderstorp        | Walter Villa    | Otello Buscherini | Tapio Virtanen    | Johnny Cecotto    | Otello Buscherini |
| 9  | 27.07.     | GP von Finnland         | Imatra            | Michel Rougerie | Johnny Cecotto    | Otello Buscherini | Michel Rougerie   | Johnny Cecotto    |
| 10 | 24.08.     | GP der Tschechoslowakei | Masaryk-Ring      | Michel Rougerie | Otello Buscherini | Dieter Braun      | Michel Rougerie   | Otello Buscherini |
| 11 | 21.09.     | GP von Jugoslawien      | Opatija           | Dieter Braun    | Chas Mortimer     | Patrick Pons      | Otello Buscherini | Otello Buscherini |

### Fahrerwertung
| 1  | Walter Villa      | Harley-Davidson | 85      |
| 2  | Michel Rougerie   | Harley-Davidson | 76 (91) |
| 3  | Dieter Braun      | Yamaha          | 56 (62) |
| 4  | Johnny Cecotto    | Yamaha          | 54      |
| 5  | Patrick Pons      | Yamaha          | 48 (63) |
| 6  | Chas Mortimer     | Yamaha          | 46 (47) |
| 7  | Otello Buscherini | Yamaha          | 40      |
| 8  | Leif Gustafsson   | Yamaha          | 33 (34) |
| 9  | Bruno Kneubühler  | Yamaha          | 22      |
| 10 | Tapio Virtanen    | Yamaha / MZ     | 20      |
| 11 | Víctor Palomo     | Yamaha          | 18      |
| 12 | Harald Bartol     | Yamaha          | 18      |
| 13 | Tom Herron        | Yamaha          | 16      |
| 14 | John Williams     | Yamaha          | 15      |
| 15 | Ikujiro Takaï     | Yamaha          | 12      |
|    | Derek Chatterton  | Yamaha          | 12      |
| 17 | Benjamín Grau     | Derbi           | 10      |
| 18 | Alex George       | Yamaha          | 9       |
| 19 | John Dodds        | Yamaha          | 9       |
| 20 | Pentti Korhonen   | Yamaha          | 9       |

| 21 | Tony Rutter             | Yamaha          | 8 |
| 22 | Rolf Minhoff            | Yamaha          | 8 |
| 23 | Edmar Ferreira          | Yamaha          | 8 |
| 24 | Yvon Duhamel            | Kawasaki        | 6 |
|    | Paolo Pileri            | Yamaha          | 6 |
| 26 | Gérard Choukroun        | Yamaha          | 5 |
|    | Mario Lega              | Yamaha          | 5 |
|    | Bill Henderson          | Yamaha          | 5 |
| 29 | Neil Tuxworth           | Yamaha          | 4 |
| 30 | Peter McKinley (†)      | Yamaha          | 3 |
|    | Felice Agostini         | Yamaha          | 3 |
|    | Helmut Kassner          | Yamaha          | 3 |
|    | Nico van der Zanden (†) | Yamaha          | 3 |
|    | Olivier Chevallier      | Yamaha          | 3 |
| 35 | Horst Lahfeld           | Yamaha          | 2 |
|    | Eddie Roberts           | Yamaha          | 2 |
|    | Jean-Louis Guignabodet  | Yamaha          | 2 |
| 38 | Philippe Bouzanne       | Yamaha          | 1 |
|    | Vincenzo Cascino        | Harley-Davidson | 1 |
|    | Jean-François Baldé     | Yamaha          | 1 |
|    | Clive Horton            | Yamaha          | 1 |

(Punkte in Klammern inklusive Streichresultate)

### Konstrukteurswertung
Der Konstrukteurstitel wurde Harley-Davidson zuerkannt.

## 125-cm³-Klasse

### Rennergebnisse
|    | Datum  | Rennen                  | Strecke           | Platz 1         | Platz 2            | Platz 3           | Pole-Position      | Schn. Rennrunde    |
| -- | ------ | ----------------------- | ----------------- | --------------- | ------------------ | ----------------- | ------------------ | ------------------ |
| 1  | 30.03. | GP von Frankreich       | Le Castellet      | Kent Andersson  | Leif Gustafsson    | Paolo Pileri      | Pier Paolo Bianchi | Paolo Pileri       |
| 2  | 20.04. | GP von Spanien          | Jarama            | Paolo Pileri    | Kent Andersson     | Bruno Kneubühler  | Benjamín Grau      | Benjamín Grau      |
| 3  | 04.05. | GP von Österreich       | Salzburgring      | Paolo Pileri    | Pier Paolo Bianchi | Henk van Kessel   | Pier Paolo Bianchi | Pier Paolo Bianchi |
| 4  | 11.05. | 39. GP von Deutschland  | Hockenheim        | Paolo Pileri    | Pier Paolo Bianchi | Kent Andersson    | Pier Paolo Bianchi | Pier Paolo Bianchi |
| 5  | 18.05. | 53. GP der Nationen     | Imola             | Paolo Pileri    | Pier Paolo Bianchi | Henk van Kessel   | Pier Paolo Bianchi | Pier Paolo Bianchi |
| 6  | 28.06. | 45. Dutch TT            | Assen             | Paolo Pileri    | Pier Paolo Bianchi | Bruno Kneubühler  | Paolo Pileri       | Paolo Pileri       |
| 7  | 06.07. | 48. GP von Belgien      | Spa-Francorchamps | Paolo Pileri    | Pier Paolo Bianchi | Kent Andersson    | Paolo Pileri       | Paolo Pileri       |
| 8  | 20.07. | GP von Schweden         | Anderstorp        | Paolo Pileri    | Pier Paolo Bianchi | Eugenio Lazzarini | Kent Andersson     | Paolo Pileri       |
| 9  | 24.08. | GP der Tschechoslowakei | Masaryk-Ring      | Leif Gustafsson | Kent Andersson     | Eugenio Lazzarini | Paolo Pileri       | Paolo Pileri       |
| 10 | 21.09. | GP von Jugoslawien      | Opatija           | Dieter Braun    | Pierluigi Conforti | Eugenio Lazzarini | Eugenio Lazzarini  | Dieter Braun       |

### Fahrerwertung
| 1  | Paolo Pileri       | Morbidelli           | 90 (115) |
| 2  | Pier Paolo Bianchi | Morbidelli           | 72 (80)  |
| 3  | Kent Andersson     | Yamaha               | 67 (83)  |
| 4  | Leif Gustafsson    | Yamaha               | 57 (72)  |
| 5  | Eugenio Lazzarini  | Piovaticci           | 47 (51)  |
| 6  | Bruno Kneubühler   | Yamaha               | 43 (51)  |
| 7  | Henk van Kessel    | Bridgestone          | 38       |
| 8  | Harald Bartol      | Suzuki               | 21       |
| 9  | Johann Zemsauer    | Rotax                | 21       |
| 10 | Pierluigi Conforti | Malanca / Morbidelli | 18       |
| 11 | Dieter Braun       | Morbidelli           | 15       |
| 12 | Hans Müller        | Yamaha               | 14       |
| 13 | Cees van Dongen    | Yamaha               | 9        |
| 14 | Peter Frohnmeyer   | Maico                | 8        |
| 15 | Jos Schurgers      | Bridgestone          | 6        |
| 16 | Horst Seel         | Seel                 | 6        |
| 17 | Maurice Maingret   | Yamaha               | 5        |
|    | Otello Buscherini  | Malanca              | 5        |
| 19 | Matti Kinnunen     | Maico                | 5        |

| 20 | Hans Hallberg       | Yamaha  | 4 |
|    | Patrick Fernandez   | Yamaha  | 4 |
|    | Gert Bender         | Bender  | 4 |
| 23 | Pentti Salonen      | Yamaha  | 4 |
| 24 | Vicenzo Novella     | Yamaha  | 2 |
|    | Rolf Thiele (†)     | Maico   | 2 |
|    | Alberto Ieva        | Derbi   | 2 |
|    | Roel Cornelis       | Yamaha  | 2 |
|    | José Lazo           | MZ      | 2 |
|    | Johnny Svensson     | Bastard | 2 |
|    | Thierry Tchernine   | Yamaha  | 2 |
| 31 | Xaver Tschannen     | Maico   | 1 |
|    | Ulrich Graf         | Yamaha  | 1 |
|    | Peter van Niel      | Yamaha  | 1 |
|    | Manuel Arias        | MZ      | 1 |
|    | Per-Edvard Carlsson | Maico   | 1 |
|    | Zbyněk Havrda       | Ahra    | 1 |
|    | Hans-Jürgen Hummel  | Yamaha  | 1 |

(Punkte in Klammern inklusive Streichresultate)

### Konstrukteurswertung
Der Konstrukteurstitel wurde Morbidelli zuerkannt.

## 50-cm³-Klasse

### Rennergebnisse
|   | Datum  | Rennen                 | Strecke           | Platz 1              | Platz 2              | Platz 3              | Pole-Position     | Schn. Rennrunde      |
| - | ------ | ---------------------- | ----------------- | -------------------- | -------------------- | -------------------- | ----------------- | -------------------- |
| 1 | 20.04. | GP von Spanien         | Jarama            | Ángel Nieto          | Julien van Zeebroeck | Stefan Dörflinger    | Ángel Nieto       | Ángel Nieto          |
| 2 | 11.05. | 39. GP von Deutschland | Hockenheim        | Ángel Nieto          | Eugenio Lazzarini    | Julien van Zeebroeck | Eugenio Lazzarini | Ángel Nieto          |
| 3 | 18.05. | 53. GP der Nationen    | Imola             | Ángel Nieto          | Eugenio Lazzarini    | Stefan Dörflinger    | Eugenio Lazzarini | Eugenio Lazzarini    |
| 4 | 28.06. | 45. Dutch TT           | Assen             | Ángel Nieto          | Herbert Rittberger   | Eugenio Lazzarini    | Eugenio Lazzarini | Eugenio Lazzarini    |
| 5 | 06.07. | 48. GP von Belgien     | Spa-Francorchamps | Julien van Zeebroeck | Ángel Nieto          | Eugenio Lazzarini    | Eugenio Lazzarini | Julien van Zeebroeck |
| 6 | 20.07. | GP von Schweden        | Anderstorp        | Eugenio Lazzarini    | Ángel Nieto          | Hans-Jürgen Hummel   | Eugenio Lazzarini | Eugenio Lazzarini    |
| 7 | 27.07. | GP von Finnland        | Imatra            | Ángel Nieto          | Eugenio Lazzarini    | Rudolf Kunz          | Eugenio Lazzarini | Ángel Nieto          |
| 8 | 21.09. | GP von Jugoslawien     | Opatija           | Ángel Nieto          | Rudolf Kunz          | Aldo Pero            | Eugenio Lazzarini | Ángel Nieto          |

### Fahrerwertung
| 1  | Ángel Nieto          | Kreidler   | 75 (114) |
| 2  | Eugenio Lazzarini    | Piovaticci | 61 (79)  |
| 3  | Julien van Zeebroeck | Kreidler   | 43       |
| 4  | Rudolf Kunz          | Kreidler   | 37 (39)  |
| 5  | Herbert Rittberger   | Kreidler   | 31       |
| 6  | Stefan Dörflinger    | Kreidler   | 31       |
| 7  | Nico Polane          | Kreidler   | 28       |
| 8  | Gerhard Thurow       | Kreidler   | 21       |
| 9  | Hans-Jürgen Hummel   | Kreidler   | 20       |
| 10 | Claudio Lusuardi     | Derbi      | 16       |
| 11 | Theo Timmer          | Jamathi    | 13       |
| 12 | Henk van Kessel      | Kreidler   | 12       |
| 13 | Aldo Pero            | Kreidler   | 10       |
| 14 | Ulrich Graf          | Kreidler   | 10       |
| 15 | Gerrit Strikker      | Kreidler   | 8        |
| 16 | Cees van Dongen      | Kreidler   | 8        |

| 17 | Jan Huberts        | Jamathi  | 5 |
| 18 | Jaime Alguersuari  | Derbi    | 4 |
|    | Ramón Galí         | Derbi    | 4 |
|    | Juup Bosman        | Jamathi  | 4 |
|    | Rolf Blatter       | Kreidler | 4 |
|    | Wilhelm Werner     | Kreidler | 4 |
| 23 | Jan Bruins         | Kreidler | 3 |
|    | Theo van Geffen    | DRM      | 3 |
|    | Kenneth Götesson   | Kreidler | 3 |
| 26 | Robert Lavér       | Kreidler | 3 |
| 27 | Ingo Emmerich      | Kreidler | 2 |
|    | Carlo Guerrini     | Ringhini | 2 |
| 29 | Joaquín Galí       | Derbi    | 1 |
|    | Germano Zanetti    | Kreidler | 1 |
|    | Pierre Audry       | ABF      | 1 |
|    | Günter Schirnhofer | Kreidler | 1 |

(Punkte in Klammern inklusive Streichresultate)

### Konstrukteurswertung
Der Konstrukteurstitel wurde Kreidler zuerkannt.

## Gespanne (500 cm³)

### Rennergebnisse
|   | Datum      | Rennen                  | Strecke           | Platz 1                                    | Platz 2                            | Platz 3                            | Pole-Position                        | Schn. Rennrunde                            |
| - | ---------- | ----------------------- | ----------------- | ------------------------------------------ | ---------------------------------- | ---------------------------------- | ------------------------------------ | ------------------------------------------ |
| 1 | 30.03.     | GP von Frankreich       | Le Castellet      | Hermann Schmid / Martial Jean-Petit-Matile | Werner Schwärzel / Andreas Huber   | Malcolm Hobson / Mick Burns        | Kurt Gerber / Jakob Epprecht         | Hermann Schmid / Martial Jean-Petit-Matile |
| 2 | 04.05.     | GP von Österreich       | Salzburgring      | Rolf Steinhausen / Josef Huber             | Angelo Pantellini / Freddo Mazzoni | Herbert Prügl / Johann Kußberger   | Rolf Biland / Freddy Freiburghaus    | Angelo Pantellini / Freddo Mazzoni         |
| 3 | 11.05.     | 39. GP von Deutschland  | Hockenheim        | Rolf Biland / Freddy Freiburghaus          | Werner Schwärzel / Andreas Huber   | Rolf Steinhausen / Josef Huber     | Rolf Biland / Freddy Freiburghaus    | Rolf Biland / Freddy Freiburghaus          |
| 4 | 18.05.     | 53. GP der Nationen     | Imola             | annulliert                                 | annulliert                         | annulliert                         | Rolf Biland / Freddy Freiburghaus    | –                                          |
| 5 | 01.–07.06. | 57. Isle of Man TT      | Mountain Course   | Rolf Steinhausen / Josef Huber             | Malcolm Hobson / Gordon Russell    | Dick Greasley / Cliff Holland      | Siegfried Schauzu / Wolfgang Kalauch | Malcolm Hobson / Gordon Russell            |
| 6 | 28.06.     | 45. Dutch TT            | Assen             | Werner Schwärzel / Andreas Huber           | Rolf Biland / Bernd Grube          | Angelo Pantellini / Freddo Mazzoni | Werner Schwärzel / Andreas Huber     | Malcolm Hobson / Gordon Russell            |
| 7 | 06.07.     | 48. GP von Belgien      | Spa-Francorchamps | Rolf Steinhausen / Josef Huber             | Gustav Pape / Franz Kallenberg     | Mick Boddice / Clive Pollington    | Werner Schwärzel / Andreas Huber     | Werner Schwärzel / Andreas Huber           |
| 8 | 24.08.     | GP der Tschechoslowakei | Masaryk-Ring      | Werner Schwärzel / Andreas Huber           | Rolf Steinhausen / Josef Huber     | Herbert Haller / Siegfried Neumann | Werner Schwärzel / Andreas Huber     | Werner Schwärzel / Andreas Huber           |

### Fahrerwertung
| 1  | Rolf Steinhausen      | Josef Huber                                           | Busch-König                  | 57 (75) |
| 2  | Werner Schwärzel      | Andreas Huber                                         | König                        | 54      |
| 3  | Rolf Biland           | Freddy Freiburghaus bzw. Bernd Grube                  | Seymaz-Yamaha                | 30      |
| 4  | Angelo Pantellini     | Freddo Mazzoni                                        | König                        | 28      |
| 5  | Malcolm Hobson        | John Armstrong bzw. Gordon Russell                    | Yamaha                       | 22      |
| 6  | Herbert Haller        | Siegfried Neumann                                     | König                        | 21      |
| 7  | Hermann Schmid        | Martial Jean-Petit-Matile                             | Schmid-König / Schmid-Yamaha | 20      |
| 8  | Amedeo Zini           | Andrea Fornaro                                        | König                        | 18 (21) |
| 9  | Gustav Pape           | Franz Kallenberg                                      | König                        | 18      |
| 10 | Otto Haller           | Erich Haselbeck                                       | BMW                          | 15      |
| 11 | Helmut Schilling      | Gerhard Lehmann bzw. Frank Knights bzw. Rainer Gundel | BMW                          | 14      |
| 12 | George O’Dell         | Alan Gosling                                          | König                        | 13      |
| 13 | Herbert Prügl         | Johann Kußberger                                      | König                        | 11      |
| 14 | Heinz Luthringshauser | Hermann Hahn                                          | BMW                          | 11      |
| 15 | Dick Greasley         | Cliff Holland                                         | Yamaha                       | 10      |
|    | Mick Boddice          | Clive Pollington                                      | König                        | 10      |
| 17 | Gerry Boret           | Nickl Boret                                           | Renwick-König                | 10      |
| 18 | Gilbert Aymé          | Patrick Loiseau                                       | König                        | 9       |
| 19 | Dennis Keen           | Roy Keen                                              | König                        | 9       |
| 20 | Siegfried Schauzu     | Wolfgang Kalauch                                      | ARO-Fath                     | 8       |
| 21 | Walter Ohrmann        | Bernd Grube                                           | Yamaha                       | 8       |
| 22 | Ted Jansen            | Noeler bzw. Peter Sales bzw. Erich Schmitz            | König / Yamaha               | 7       |
| 23 | Derek Plummer         | Chas Birks                                            | König                        | 6       |
| 24 | Siegfried Maier       | Gerhard Lehmann                                       | SMS                          | 5       |
| 25 | Alex Campbell         | John Pearson                                          | Yamaha                       | 4       |
| 26 | Cees Smit             | Jan Smit                                              | König                        | 4       |
| 27 | Heinz Thevissen       | Lorenzo Puzo                                          | König                        | 3       |
|    | Rob Williamson        | John McPherson                                        | Magnum-Yamaha                | 3       |
| 29 | Ernst Trachsel        | Christian Graf                                        | Suzuki                       | 3       |
|    | Egon Schons           | Karl Lauterbach                                       | BMW                          | 3       |
| 31 | Rudi Kurth            | Dane Rowe                                             | CAT-Crescent                 | 2       |
|    | Roger Dutton          | Tony Wright                                           | Yamaha                       | 2       |

(Punkte in Klammern inklusive Streichresultate)

### Konstrukteurswertung
Der Konstrukteurstitel wurde Busch-König zuerkannt.